# 旷彦温
旷彦温，（?—？），籍贯山东德州，明朝政治人物。

## 簡歷
按《万姓统谱》的记载：旷彦温，明朝山东省德州人，正德年间，任余干知县。